# Jarre in China
Jarre in China ist ein am 13. Juni 2005 unter dem Label von Warner Music Vision erschienener Konzertmitschnitt und Livealbum des französischen Musikers Jean-Michel Jarre.

## Besonderheit
Jarre in China beinhaltet den Konzertmitschnitt vom 10. Oktober 2004 in der Verbotenen Stadt und dem Platz (am Tor) des himmlischen Friedens. Es wurde als Live Collector Box-Set mit 2 DVDs und 1 CD veröffentlicht. Bereits im Dezember 2004 wurde eine deutlich kürzere Einzel-DVD Version in Frankreich publiziert. Die dem Box-Set beiliegende CD ist nicht als einzelne Veröffentlichung zu erwerben.
Eigenen Angaben zufolge wurde das Konzert als erstes überhaupt THX zertifiziert und komplett in High Definition und 5.1 Surround-Sound aufgezeichnet sowie live im chinesischen Fernsehen übertragen. Zwischen der DVD-Veröffentlichung und dem Live-Mitschnitt sind Unterschiede erkennbar, sodass eine spätere Editierung stattgefunden hat in Folge derer Fehler aus der DVD entfernt wurden.
Bereits im Jahr 1981 durfte Jean-Michel Jarre, als erster westlicher Künstler überhaupt, in China auftreten. 2004 konnte er diesen Erfolg anlässlich des Chinesisch-Französischen Jahres noch einmal steigern, indem ihm erlaubt wurde, an gleich zwei historisch bedeutsamen Orten, sowohl innerhalb der Verbotenen Stadt als auch auf dem davor gelegenen Platz (am Tor) des himmlischen Friedens zu musizieren. Über den Weg bis zum Konzert, über Probleme und Komplikationen mit den Behörden und Örtlichkeiten berichtet die 50-minütige Dokumentation Jean Michel Jarre In The Footsteps Of The Last Emperor auf der 2. DVD des Sets.
Das Konzert begleiteten mit ca. 260 Personen das Peking Symphony Orchester, das chinesische National Orchester und der Peking Opern Chor. Zunächst spielte Jarre innerhalb der Verbotenen Stadt. Für den 2. Teil wurde er per Motorrad mit Beiwagen zum Tian’anmen-Platz chauffiert und spielte dort zusammen mit zwei bekannten chinesischen Pop-Stars. Dem regierungskritischen Musiker Cui Jian wurde das Spielen allerdings von staatlicher Seite verwehrt. Um Cui Jian dennoch zu Wort kommen zu lassen, wurde ihm eine 9-minütge Dokumentation auf der 2. DVD zuteil. Auch Jarre scheute sich nicht politisch Stellung zu beziehen. Wenn auch nicht mit direkten Worten, so aber mit den Videoleinwänden der Bühne. Dort waren die Worte Liberté, Égalité, Fraternité präsent zu lesen.

## Titelliste
| –       | DVD 1                                |       | DVD 2                                  |       | CD                           |       |
| Titel # | Forbidden City                       |       | Tian'anmen Square                      |       | (Bonus)                      |       |
| ------- | ------------------------------------ | ----- | -------------------------------------- | ----- | ---------------------------- | ----- |
| 1       | Forbidden City                       | 3:03  | Arrival                                | 1:41  | Aero                         | 3:26  |
| 2       | Aero                                 | 3:56  | Aerology Remix                         | 4:07  | Oxygene 2                    | 7:39  |
| 3       | Oxygene 2                            | 8:00  | La Foule (Tribute to Edith Piaf)       | 4:29  | Oxygene 4                    | 3:22  |
| 4       | Oxygene 4                            | 4:03  | Tian'anmen                             | 5:23  | Geometry of Love             | 5:01  |
| 5       | Geometry of love                     | 5:29  | Oxygene 13                             | 6:33  | Equinoxe 8                   | 1:05  |
| 6       | Small Band in the Rain               | 1:07  | In The Footsteps Of The Last Emperor * | 50:43 | Equinoxe 4                   | 5:34  |
| 7       | Equinoxe 4                           | 5:53  | Fredom of Speech *                     | 9:39  | Aerozone                     | 5:00  |
| 8       | Journey to Beijing                   | 6:39  | Photo Gallery *                        | 4:40  | Chronologie 6                | 5:35  |
| 9       | Chronologie 6                        | 6:27  | -                                      |       | Fishing Junks at Sunset      | 11:45 |
| 10      | Theremin Memories                    | 3:27  | -                                      |       | Souvenir of China            | 4:38  |
| 11      | Zoolookologie                        | 3:47  | -                                      |       | Aerology Remix (Bonus-Track) | 3:37  |
| 12      | Aerozone                             | 5:12  | -                                      |       | -                            |       |
| 13      | Aerology                             | 3:35  | -                                      |       | -                            |       |
| 14      | Chronology 3                         | 5:29  | -                                      |       | -                            |       |
| 15      | Vivaldi „Winter“ with Patrick Rondat | 3:35  | -                                      |       | -                            |       |
| 16      | Fishing Junks at Sunset              | 12:08 | -                                      |       | -                            |       |
| 17      | Rendez-Vous 4                        | 4:36  | -                                      |       | -                            |       |
| 18      | Souvenir of China                    | 4:45  | -                                      |       | -                            |       |
| 19      | Rendez-Vous 2                        | 13:07 | -                                      |       | -                            |       |

* Dokumentationen

## Wichtige Versionen
| Jahr | Ausgabeform | Medium | Land       | Label               | Katalognummer | Bemerkung            |
| ---- | ----------- | ------ | ---------- | ------------------- | ------------- | -------------------- |
| 2005 | Original    | DVD/CD | Europa     | Warner Music / Aero | 5050467696020 | Box-Set 2 DVDs, 1 CD |
| 2004 | Original    | DVD    | Frankreich | Warner Music / Aero | 5046761662    | 1 DVD Set            |